# Felching
El felching /'feltʃɪŋ/ es un acto sexual que consiste en sustraer con la boca semen del ano o vagina de la pareja después de que alguien haya eyaculado dentro (lo que se conoce como creampie). Puede realizarse succionando, o bien dejando que gotee mientras se hace un cunnilingus o anilingus. Tras succionar el semen, este se puede pasar de boca a boca a la pareja o una tercera persona (snowballing), si bien esta práctica suele estar asociada más a menudo a la felación.